# Karlstad (Gemeinde)
Koordinaten: 59° 23′ N, 13° 30′ O

Karlstad ist eine Gemeinde (schwedisch kommun) in der schwedischen Provinz Värmlands län und der historischen Provinz Värmland. Der Hauptort der Gemeinde ist Karlstad.

## Sehenswürdigkeiten
- Herrenhaus Alster
- Herrenhaus Hammar

## Größere Orte
(alle tätorter, absteigend nach Einwohnerzahl 2005)
- Karlstad
- Skåre
- Vålberg
- Skattkärr
- Molkom
- Edsvalla
- Alster
- Väse
- Vallargärdet
- Blombacka

## Partnerstädte
- Nokia
- Ljubljana
- Moss
- Horsens